# Vilmund de Meyere
Vilmund Aristide de Meyere, född 14 augusti 1931 i Stockholm, död 22 augusti 2008 i Högalids församling, var en svensk keramiker och konstnär.
Han var son till fotografen Jan de Meyere och Ruth Olsson samt bror till Monica de Meyere. Han utbildade sig under studieresor till bland annat Nederländerna och Tyskland. Han var under ett flertal år anställd som keramiker vid Arabia porslinsfabrik i Helsingfors. Han har medverkat i ett stort antal keramiska samlingsutställningar bland annat i Milano. Bland hans offentliga arbeten märks glasmålningar för Trons kapell och Mikaelikyrkans krematorium i Arvika. Hans bildkonst består av figurkompositioner i olja eller gouache.